# Трусов Олег Анатолійович
Трусов Олег Анатолійович (біл. Алег Анатолевіч Трусаў, нар. 7 серпня 1954, Мстиславль) — білоруський археолог, історик білоруської архітектури і громадський діяч. Кандидат історичних наук (1981). Голова товариства білоруської мови імені Франциска Скорини.

## Біографія
Олег Трусов народився 7 серпня 1954 року в місті Мстиславль Могильовської області. У 1976 році закінчив історичний факультет Білоруського державного університету. У період з 1976 по 1992 роки працював у Білоруському реставраційному проектному інституті завідувачем відділу комплексних наукових досліджень. У 1981 році захистив кандидатську дисертацію за темою «Монументальне зодчество Білорусі XI—XVII вв. Історико-археологічний аналіз».
З 1996 до березня 1998 року — декан факультету бібліотечно-інформаційних систем Білоруського державного університету культури. Тепер доцент кафедри історії Білорусі та музеєзнавства.
У 1990 році був одним із засновників Білоруського гуманітарного ліцею імені Якуба Коласа.

## Суспільно-політична діяльність
Брав участь у проголошенні державного суверенітету і повної незалежності Республіки Білорусь, один з розробників офіційного зображення державного герба Республіки Білорусь «Погоня»
У 1990—1996 роках — депутат Верховної Ради ХІІ скликання. З 1990 по 1995 рік — заступник голови комісії Верховної Ради Республіки Білорусь з освіти, культури та охорони історичної спадщини. Брав участь у голодуванні депутатів опозиції БНФ 11-12 квітня 1995 проти організованого Олександром Лукашенко референдуму про скасування біло-червоно-білого прапора, герба «Погоні» як державних символів, скасування статусу білоруської мови як єдиної державної мови та економічної інтеграції з Росією.
В 1995—1996 роках Трусов тричі балотувався в депутати Верховної Ради XIII скликання, проте не пройшов.

### Товариство білоруської мови
У 1989 році Трусов виступив одним із засновників Товариства білоруської мови. У квітні 1997 року обраний Республіканської Радою першим заступником голови ТБМ. На VI з'їзді ТБМ 17 квітня 1999 обраний головою Товариства білоруської мови імені Франциска Скорини, яким керує і досі.
Входить до складу редколегії газети «Наше слово». Був членом редколегії журналу «Білоруське минуле». Очолює товариство «Білорусь-Іспанія», довгий час був членом Ради Об'єднання білорусів світу «Батьківщина».

## Наукова діяльність
Автор понад 150 наукових публікацій, серед яких кілька монографій. Як археолог і історик архітектури займається вивченням монументального зодчества XI—XVIII ст.. Серед його учнів — Кравцевич Олександр.
Розробив методику архітектурно-археологічного вивчення монументальних пам'ятників Білорусі.

## Цікаві факти
Олег Трусов є прихильником розробки нового правопису білоруської мови, а також заміни запозичених з російської мови слів на власне білоруську лексику; класичний правопис і наркомівку вважати білоруськими культурними цінностями, тому відноситься нейтрально до вживання обох.

## Монографії
- Трусов, О. А. Памятники монументального зодчества Белоруссии XI—XVII вв. Архитектурно-типологический анализ. Мн.: Наука и техника, 1988. — 157 с. — ISBN 5-343-00312-5
- Трусаў, А. А. Старонкі мураванай кнігі: Манументальная архітэктура эпохі феадалізму і капіталізму. Мн.: Навука і тэхніка, 1990. — 190 с. — 2000 экз. — ISBN 5-343-00601-9
- Трусаў, А. А. Беларускае кафлярства / Беларус.ін-т прабл.культуры. Мн., 1993. — 55 с. — 5000 ас. — ISBN 5-7815-1102-4
- Трусаў, А. А. Манументальнае дойлідства Беларусі ХІ—XVIII стагодзьдзяў. Гісторыя будаўнічай тэхнікі. Мн., 2001. — 203 с. — ISBN 985-6305-29-2
- Алег Трусаў. Невядомая нам краіна: Беларусь у яе этнаграфічных межах. — Мінск : Кнігазбор, 2009. — 152 серія = с. — 500 прим. — ISBN 978-985-6930-44-0.